# Sexy Zone summer concert 2014
『Sexy Zone summer concert 2014』（セクシーゾーン サマー コンサート 2014）は、Sexy Zoneの5枚目のライブビデオ。2015年1月14日にポニーキャニオンから発売。
今作は中島健人、菊池風磨、佐藤勝利の3人体制として、またメンバーの松島はSexy 松（Show）、マリウスはSexy Boyzとしての活動が主体になって以降初となるコンサートビデオ。
初回限定盤(Blu-ray Disc)、初回限定盤(DVD 2枚組)と通常盤(Blu-ray Disc)、通常盤(DVD)の4形態リリース。

## 収録内容

### 初回限定盤・通常盤
Sexy Zone summer concert 2014 さいたまスーパーアリーナコンサート映像 (2014年7月23日収録)
1. Overture
2. BAD BOYS - 中島健人・菊池風磨・佐藤勝利
3. ドキドキBreak Out!!
4. Ghost~君は幻~
5. 僕は君のすべてになりたい - 中島健人・菊池風磨・佐藤勝利
6. 男 never give up - 中島健人・菊池風磨・佐藤勝利
7. バィバィDuバィ~See you again~
8. Teleportation - 中島健人
9. 永遠のメリーゴーランド - 中島健人
10. CANDY 〜Can U be my BABY〜 - 中島健人
11. おなじ空の下 - 佐藤勝利
12. SUMMER NUDE ’13 - 佐藤勝利 (山下智久の曲)
13. 私のオキテ - 佐藤勝利
14. rouge - 菊池風磨
15. FaKe - 菊池風磨
16. 名前のない想い - 中島健人・菊池風磨
17. きみを離さない きみを離れない
18. Sexy Zone
19. Keep The Challenge - 中島健人・菊池風磨・佐藤勝利
20. 明日に向かって撃て! - 中島健人・菊池風磨・佐藤勝利
21. この手をつなごう - Sexy Boys・Sexy 松
22. Hachidori - 佐藤勝利
23. It’s Going Down! - 菊池風磨
24. Don’t Stop Sexy Boyz! - Sexy Boys・Sexy 松
25. Love風 - 中島健人
26. ガムシャララ - Sexy Boyz・Sexy 松
27. Lady ダイヤモンド
28. Real Sexy!
29. Sexy Summerに雪が降る
30. King & Queen & Joker
31. ぶつかっちゃうよ
32. 完全マイウェイ
33. 男 never give up
34. Power of Run

## 初回限定盤特典
1. Document Movie of Sexy Zone summer concert 2014（埼玉～神戸）
2. スペシャルフォトブック
3. 初回限定盤特製３つ折りジャケット仕様
4. トレーディングカード 5枚